# درن یانگ
فردریک "فرد" دوگلاس روسر III (به انگلیسی: Frederick "Fred" Douglas Rosser III) (زاده ۲ نوامبر ۱۹۸۳)، که در رینگ مسابقات با نام درن یانگ بهتر شناخته می‌شود، یک کشتی‌گیر حرفه‌ای آمریکایی است. او در حال حاضر استخدام کمپانی دبلیودبلیوئی است. از زمانی که در دبلیودبلیوئی مشغول به کار شده، یک‌بار قهرمان کمربند تگ تیم همراه با تایتوس اونیل، تحت عنوان گروه د پرایم تایم پلیرز شده‌است.